# Follo
Fòllo (im Ligurischen: Follo) ist eine italienische Gemeinde mit 6099 Einwohnern (Stand 31. Dezember 2023) in der Region Ligurien. Politisch gehört sie zu der Provinz La Spezia.

## Geografie
Der Ort liegt ungefähr 8 km nördlich der Provinzhauptstadt La Spezia, etwa 77 km südöstlich der Regionalhauptstadt Genua und rund 330 km nordwestlich der italienischen Hauptstadt Rom in der klimatischen Einordnung italienischer Gemeinden in der Zone D, 1 433 GG. Follo liegt auf einem wichtigen Verbindungsweg zwischen dem oberen und mittleren Val di Vara, dem Golf von La Spezia und der Sarzanaebene. Durch seine strategisch wichtige Lage ist die Gemeinde ein Durchgangsort für Reisende nach La Spezia, Sarzana und Brugnato im oberen Val di Vara. Der Fluss Durasca bildet im Süden die Gemeindegrenze zu Vezzano Ligure, zudem liegt der Ort am Fluss Vara. Weitere Nachbargemeinden sind Beverino, Bolano, Calice al Cornoviglio, Podenzana (MS) und Riccò del Golfo di Spezia.
Follo gehört zu der Comunità Montana della Media e Bassa Val di Vara und bildet mit seinem Territorium einen Teil des Naturparks Montemarcello-Magra.
Zu Follo gehören die Ortsteile (Frazioni) Bastremoli, Carnea, Follo Castello (auch Follo Alto genannt), Follomonte, Piana Battolla, Piano di Follo, Sorbolo, Tivegna, Torenco, Valdurasca und Via Romana.

## Geschichte
Follo entstand im Mittelalter und wurde 1197 erstmals schriftlich erwähnt. Der Name entstammt den Wörtern fullo bzw. follare (Walken). 1224 übernahm die Republik Genua die Herrschaft im Ort und baute die bereits vorhandenen Stadtmauern erheblich aus, von denen heute nur noch Teile zu sehen sind. Im 14. Jahrhundert übernahm Castruccio Castracani die Macht im Ort, danach herrschten die Visconti, die Sforza und die Malaspina. Die Statuten (Capitula et seu Statuta civilia et criminalia loci et Communis Folli) entstammen dem Jahr 1578. 1797 kam der Ort wieder zu Genua und gehörte dem Bezirk Giurisdizione del Golfo di Venere an. Seit 1923 gehört der Ort zu der Provinz La Spezia.

## Sehenswürdigkeiten
- Chiesa di San Leonardo, Parochialkirche im Ortsteil Follo Castello (Alto)
- Chiesa di San Martino, Parochialkirche im Ortsteil Piano di Follo, wurde bereits 950 erwähnt.[5]